# Theristria uptoni
Theristria uptoni is een insect uit de familie van de Mantispidae, die tot de orde netvleugeligen (Neuroptera) behoort. 
Theristria uptoni is voor het eerst wetenschappelijk beschreven door Lambkin in 1986.